# Signori... Mina! vol. 2
Signori… Mina! vol. 2, pubblicato nel 1993, è un album della cantante italiana Mina.

## Il disco
L'etichetta Raro!Records, di proprietà della rivista musicale Raro!, in collaborazione con la Fonit Cetra e la RAI, ha raccolto in 4 CD le esibizioni più importanti di Mina in televisione dal vivo.
Mina, ad appena 21 anni nel 1961, dopo solo tre anni dal debutto, partecipa alla prima edizione di Studio Uno insieme a mostri sacri del varietà internazionale come Marcel Aumont, le Gemelle Kessler, Walter Chiari, Marc Ronay, Don Lurio e il Quartetto Cetra.
Con Studio Uno del 1965 Mina diventa la protagonista indiscussa del varietà televisivo, la sua popolarità raggiungerà livelli ineguagliati con le trasmissioni successive: Sabato sera, Canzonissima, Teatro 10 e Milleluci.

## Tracce
1. Dicitencelle vuje – 2:50 (Falvo — Fusco; edizioni musicali La Canzonetta)
2. St. Louis Blues – 3:18 (Handy; edizioni musicali Francis Day)
3. In the Mood – 4:48 (Garland — Razaf; edizioni musicali Curci)
4. Fascinating Rhythm – 3:10 (testo: Ira Gershwin – musica: George Gershwin; edizioni musicali New World Music)
5. Medley – 4:39
6. Bewitched (feat. Ugo Tognazzi) – 1:50 (testo: Rodgers – musica: Hart; edizioni musicali Chappell)
7. Tonight (feat. Johnny Dorelli) – 3:09 (testo: Sondheim – musica: L. Bernstein; edizioni musicali SIAE)
8. Tristeza – 4:38 (Lobo — Nitinho; edizioni musicali Ariston)
9. Lariulà (feat. Peppino De Filippo) – 1:18 (testo: Di Giacomo – musica: M.P. Costa; edizioni musicali Bideri)
10. Lullaby of Birdland – 4:51 (Shearing — Weiss; edizioni musicali Patricia Music Publishing)
11. Munasterio 'e Santa Chiara – 3:22 (testo: Galdieri – musica: Barberis; edizioni musicali La Canzonetta)
12. Medley – 5:23
13. Medley – 3:38
14. Tonight (feat. Franco Cerri) – 3:20 (Jobim; edizioni musicali Duckess Music)
15. Medley – 3:20

Durata totale: 53:34

## Descrizione brani
Introduzione parlata
Signori... Mina! Con queste due sole brevi parole Lelio Luttazzi introduceva Mina con un rituale che si ripeteva ogni sabato sera in Studio Uno del 1965, lo storico show televisivo diretto da Antonello Falqui.